# Università della Carolina del Nord a Chapel Hill
L'Università della Carolina del Nord a Chapel Hill (in inglese University of North Carolina at Chapel Hill), conosciuta anche come UNC, è un'università pubblica di Chapel Hill nello stato della Carolina del Nord, negli Stati Uniti.

## Storia
Fondato nel 1789 all'inizio della presidenza di George Washington, si tratta del più longevo istituto facente oggi parte del sistema universitario della University of North Carolina. L'università di Chapel Hill iniziò ad iscrivere i primi studenti nel 1795, permettendo quindi di rivendicare il titolo di una delle tre più antiche università pubbliche degli Stati Uniti. Prima istituzione di istruzione superiore nella Carolina del Nord, la scuola aprì le sue porte agli studenti il 12 febbraio 1795. L'università offre lauree in oltre 70 corsi attraverso 14 college e College di Arts e Scienze.
Nel 1951 North Carolina diede il via al processo di abbattimento della segregazione quando studenti afroamericani furono ammessi sotto la direzione del Rettore Robert Burton House. Nel 1952, North Carolina aprì il suo primo ospedale, l'UNC Health Care, per la ricerca e la cura delle malattie e da allora è specializzata nella ricerca sul cancro. Gli studenti, gli ex studenti e le squadre sportive dell'istituto sono conosciuti collettivamente come "Tar Heels". UNC ha ottenuto successi di rilievo in ambito sportivo, in particolare nel basket maschile (dove giocò Michael Jordan), nel calcio femminile e nell'hockey su prato femminile.